# Belle Prairie (Minnesota)
Belle Prairie è una cittadina (township) dello Stato americano del Minnesota, nella contea di Morrison.